# Krásná Helena
Krásná Helena (francouzsky: La Belle Hélène) je opera buffa o třech jednáních, jejíž hudbu vytvořil francouzský skladatel Jacques Offenbach. Libreto sepsali Henri Meilhac a Ludovic Halévy.
Premiéra opery se konala 17. prosince 1864 v Théâtre des Variétés v Paříži. Offenbach tak mohl navázat na úspěch své předešlé opery buffa Orfeus v podsvětí z roku 1858, která byla rovněž perzifláží námětu z klasické antiky. 

## Hlavní postavy
- Paris, syn trojského krále Priama  	 (tenor)
- Meneláos, král Sparty 	(tenor)
- Helena, jeho žena 	(mezzosoprán)
- Agamemnón, král Mykén (baryton)
- Orestés, jeho syn (soprán) (kalhotková role)
- Kalchás, velký augur (velekněz) Jupiterova chrámu (bas)
- Philocomus, jeho služebník 	(mluvená role)
- Achilles, král Myrmidonu	(tenor)
- Ajax I., král Salamidy 	(tenor)
- Ajax II., král Lokridy 	(tenor)
- Euthycles, kovář	(mluvená role)
- Bacchis, komorná Heleny 	(soprán)
- Leona, hetéra, přítelkyně Oresta	  (soprán)
- Parthenis, hetéra, přítelkyně Oresta	(soprán)

## Děj operety

### Místo a čas
Opereta se odehrává ve starověkém Řecku (Sparta a Nauplion) krátce před začátkem trójské války. Děj je však promíšen s tehdy aktuálními prvky z doby druhého francouzského císařství. Ze Sparty se stává Paříž a z Nauplia okouzlující přímořské letovisko Trouville-sur-Mer.

### První jednání
Chrámové náměstí ve Spartě
Helena, manželka krále Meneláa, je považována za nejkrásnější ženu na světě a i sama tomu věří. Její trochu hloupý manžel je velmi starý a nemůže ji už uspokojit. Helena proto žádá bohyni lásky Venuši, aby jí konečně poslala skutečného milence. Myslí si na pastýře, kterému Venuše kdysi na hoře Idě slíbila nejkrásnější ženu na světě. Meneláos o tomto příběhu také slyšel a velmi se obával o věrnost své mladé manželky.
Ve Spartě se právě koná intelektuální soutěž. Jedním z účastníků je princ Paris z Tróje, který se v přestrojení za pastýře přidružil k účastníkům. Protože zná správnou odpověď na každou otázku, brzy vzbudí Helenin zájem. Paris si rychle uvědomí, že velkému augurovi (veleknězi) Kalchásovi jde hlavně o jeho vlastní zisk, a podplatí ho, aby mu zajistil příznivé okolnosti v jeho snaze získat Helenu. Kalchás tedy oznamuje lidu, že bohové nařídili Meneláovi odcestovat na Krétu. Ten se s těžkým srdcem vydává na mořskou plavbu.

### Druhé jednání
Pokoj Heleny
Kalchás slibuje Heleně pro nadcházející noc nádherný sen. Když Helena v noci vidí ve svém pokoji Parida, tak se domnívá, že jsou jeho přítomnost a milostné přiblížení jen sen, a proto nemá žádné zábrany se mu oddat. Oba tedy stráví bouřlivou noc lásky a uspokojení své vášně. Ale co nečekali: Meneláos se ze své cesty vrací dříve, přistihne svou manželku při nevěře a chce svého soupeře nechat zatknout. Než se ho však strážci zmocní, podaří se mu uprchnout.

### Třetí jednání
Plážová promenáda v Naupliu
Každý, kdo má v Řecku nějaké postavení, se zotavuje v Naupliu. Také král Meneláos a jeho manželka poctí toto přímořské letovisko svou návštěvou. Ve svém zoufalství totiž Meneláos poslal prosbu velkému augurovi bohyně Venuše, aby se konečně vyjasnila otázka viny. Jeho žena stále tvrdohlavě trvá na tom, že se do „nouze“ dostala bez vlastní viny. Odpovědí Meneláovi je vzkaz, že by měl s manželkou přijít do Nauplia, tam se mu otevřou oči.
Netrvá to ani dlouho a bělovlasý a úctyhodný velký augur se skutečně přiblíží s lodí. Požádá Helenu, aby s ním odešla do Kythéry a tam v chrámu obětovala sto bílých ovcí. Je to Meneláos, který své ženě řekne, aby okamžitě nastoupila na loď a uposlechla augurův rozkaz. Netrvá však dlouho, než si Meneláos uvědomí, že byl podveden. Jakmile je totiž loď několik metrů vzdálena od pobřeží, velký augur se odhalí jako princ Paris, který krásnou Helenu unesl. A tento únos – jak nyní víme – byl příčinou začátku trójské války!

## Vznik díla
Při hledání nového námětu pro své operety narazil Offenbach na začátku roku 1864 na Homérovu Iliadu. Libreto mělo mít původně titul Dobytí Tróje, mělo ukázat Homéra jako válečného reportéra a parodovat Wagnerova Tannhäusera. Materiál prošel různými změnami a Offenbach si už uprostřed kompozice všiml, že tímto dílem dokáže překonat úspěch Orfea.
Na Offenbachovy operety chodili diváci z nejvyšších aristokratických kruhů i z nižší společnosti. V publiku se nacházeli bankéři, spisovatelé, diplomaté, kurtizány, ale také císařští hodnostáři, kteří se chtěli bavit (intelektuálně i sexuálně) a kteří měli zřetelně volnější morálku než buržoazie.
Offenbach a jeho libretisté si dělali legraci ze střední třídy zbohatlíků, povýšenců a z jejich konzervativní morálky. Ne, jak se často mylně předpokládá, z vládnoucí třídy jako celku, ve smyslu Brechtova divadla třídního boje. Byl to smích shora dolů, ne protest zdola nahoru. Postavu královny Sparty Heleny – „nejkrásnější ženy starověkého světa“ – tedy nelze považovat za obraz císařovny Eugénie, jak se někdy tvrdí.

### Libreto a opereta
V návaznosti na výnos ze dne 6. ledna 1864 o „svobodě divadel“, který zrušil povinnost každé scény držet se svého žánru, se ředitelé pařížských divadel snažili rozšířit svůj repertoár. Od jara 1864 uvádělo divadlo Théâtre des Variétés, dříve omezené jen na vaudeville, lyrická díla jako La Liberté des théâtres nebo Joueur de flûte. Jacques Offenbach se snažil zbavit svého divadla Bouffes-Parisiens, se kterým již měl potíže.
12. června 1864 nabídl Jacques Offenbach Halévymu myšlenku na libreto a již pracuje na partituře.
2. července 1864 téměř dokončil první dějství, které bylo „mimořádně vítané“ a požádal Halévyho, aby mu poslal druhé dějství. Muž na jevišti mu následující den řekl: „První dějství je okouzlující, dává ale pouze (...) úvod. Víte, že hry žijí podle situací, víte to lépe než kdokoli jiný, takže intriky."
Léto bylo pro postup prací stěží ziskové. V letovisku Étretat si však již 25. srpna Offenbach gratuloval k dokončení prvního dějství a k „nesmírnému účinku“ finále, pro které „sotva změnil jediný (...) verš“ svých libretistů. 3. září napsal: „Hořím, abych dostal 2. dějství Hélène“.
Předčítání se konalo 7. září 1864 v Paříži.
Koncem září se Jacques Offenbach již staral o obsazení rolí. Chtěl mít zpěvačku a zároveň kurtizánu Hortense Schneider v roli Heleny, Léu Silly v roli Oresta, Henriho Coudera v roli Kalcháse – ten nakonec vytvořil roli Agamemnóna.
V říjnu 1864 pařížský tisk oznámil vytvoření zimního únosu Hélène: „Nová parodie na antiku, protiklad Orfea v podsvětí“. Hortense Schneider, které si Jacques Offenbach všiml a kterou získal pro Bouffes Parisiens, byla angažována divadlem Théâtre des Variétés „za značný plat“. Podle dobového svědectví byla Hortense Schneider při milostné scéně s Paridem ve druhém dějství při premiéře v  Paříži zcela obnažená. 

### Cenzura
Libreto bylo dopracováno cenzurní komisí 18. října 1864. Jak vysvětluje historik Jean-Claude Yon, libreto komisi velmi ztrapnilo. Namítala například, že „Paridovi nemá být slíbena nejkrásnější žena na světě“, ale„ láska nejkrásnější ženy na světě". Tímto typem změn udělali cenzoři libreto „více náznakovým. Hélènina smyslnost, která je nucena být diskrétnější, je tím znepokojivější".

## Inscenační historie

### Premiéra v Paříži
Zkoušky začaly v polovině října 1864.  V polovině listopadu byla premiéra odložena.  První zkoušky se konaly bez přítomnosti libretistů. Offenbach píše Halévymu: „[Hippolyte] Coigniard mi řekl, že se ještě nikdy nestalo, aby se autor inscenace neúčastnil.
Na konci listopadu zveřejnili novináři konečný název: La Belle Hélène.
16. prosince dává Offenbach Halévymu poslední pokyny: „v zákulisí musíme mlčet“ a ptá se ho, „jak to fungovalo a zda je třeba provést ještě nějaké škrty". Je pravděpodobné, že vymazání první části Jeu de l'oie (č. 13) a vzduch Paříže před Duetem (č. 15) bylo provedeno před premiérou.
Premiéra se pak konala 17. prosince 1864 v Théâtre des Variétés. Úspěch byl „živý první večer a ohromující při následujících představeních“, uvádí Le Figaro. První uvedení dosáhlo zhruba 700 repríz.
Kritici však na rozdíl od diváků nepoznali, co chtěl Offenbach a jeho libretisté svou prací říci. Nechápali, že se vůbec nejedná o klasické období antiky, ale o dění v moderní Francii. Na druhé straně se publikum ukázalo být chytřejší. Fascinovala ho Offenbachova lehkonohá hudba, jeho charakteristické melodie, kuplet králů, Paridův příběh, snový duet a celá spousta brilantních detailů. Poznalo, co chtěl Offenbach, svým kousavým a skvěle podaným výsměchem, na tehdejší současnosti parodovat.

### Další premiéry
Po premiéře ve Francii byla opera (či opereta) Krásná Helena s velkým úspěchem uvedena na jeviště v mnoha dalších zemích.
- Na konci února 1865 odcestoval Jacques Offenbach do Vídně, aby „řídil zkoušky La Belle Hélène“.[18] Rakouská premiéra se konala již tři měsíce po pařížské, a to před bouřícím publikem v Divadle na Vídeňce (Theater an der Wien) dne 17. března 1865.[19]  Role Heleny byla svěřena Marii Geistinger, která dosáhla „úspěchu tak úplného, jako byl úspěch Hortense Schneider v Paříži“.[20] Premiéru uvedl tehdejší ředitel divadla Friedrich Strampfer.[21] Francouzské libreto přeložili do němčiny Camillo Walzel a Julius Hopp. V prvních devíti měsících sezóny mělo dílo 65 představení. Marie Geistinger odehrála do konce roku 1875 v roli Heleny až 200 představení. Jako Hortense Schneider v Paříži, tak i Marie Geistinger vystoupila při provedení v Divadle na Vídeňce při milostné scéně ve druhém dějství zcela obnažená. Sám Offenbach po vídeňské premiéře nadšeně prohlásil: To je krásná Hélène mých snů! («Voilà la belle Hélène de mes rêves!»).[19]

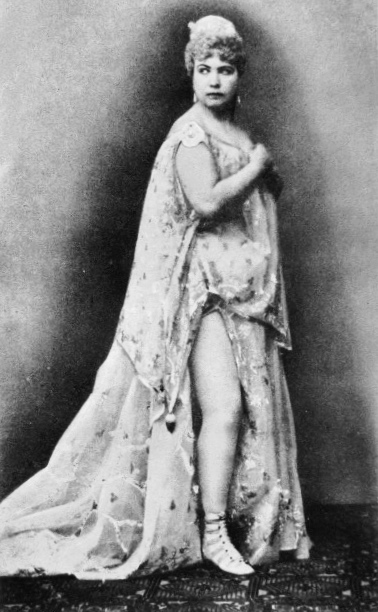
Marie Geistinger jako krásná Helena při představení operety v Divadle na Vídeňce 17. března 1865

- V Německu měla La Belle Hélène premiéru v Berlíně dne 13. května 1865.[22]
- Nové německé pojetí. Tato verze byla poprvé provedena v Berlíně 15. června 1931.[23] Roli Heleny převzala Jarmila Novotná, která později zpívala titulní roli v premiéře Lehárovy Giuditty ve Vídeňské státní opeře
- V Maďarsku v březnu 1866 pod titulem Szép Helena.[24]
- V Londýně ve Velké Británii 30. června 1866.[22]

- V Rusku v Michajlovském divadle, Petrohrad, 9. dubna 1866[21]

- V italském Miláně 27. dubna 1867.[22]
- V USA, pro anglickou verzi, 13. dubna 1868.[22]

- Australská premiéra se konala 31. května 1876 v Sydney v Royal Victoria Theatre. [21]
- Německá premiéra v Praze, 17. dubna 1865.[22]
- Česká pemiéra se konala 4. září 1873 ve Švandově Aréně u Eggenberku na Smíchově. Překlad do češtiny Josef Stankovský, dirigoval Bohuslav Hřímalý. Dílo se hrálo devatenáctkrát.[25] V Praze se česká premiéra konala až 6. srpna 1875, (překlad S.Jiny).[22] (v Aréně na hradbách).[26]                         V ostravském NDM byla premiéra 17. června 1923.[27]

## Známá pěvecká čísla
Offenbach ve svém díle vytvořil množství chytlavých melodií. Hudba z něho přímo prýštila. Kromě slavné předehry, kterou lze často slyšet v koncertních sálech nebo v  rádiu, si zaslouží zvláštní zmínku také tato pěvecká čísla (francouzsky a česky):
- Vstupní píseň Parida ve valčíkovém taktu: Au mont Ida... (Na hoře Idě...).
- Pochod řeckých králů: Voici les Rois de la Grèce... (Zde králové Řecka).
- Meneláův výstup: Je suis Meneláos... (Jsem Menelaos...).
- Velký duet Heleny a Parida: Ce n’est qu’un rêve. C’est le ciel qui m’envoie... (Není to nic než sen. Poslalo mně jej nebe.).
- Sbor ve třetím jednání: La galère de Cythère... (Galéra z Kythery).

## Instrumentace
Původní verze: dvě flétny (2. také pikoly), hoboj, dva klarinety, fagot, dvě horny, dvě trubky, pozoun, tympány, bubny a smyčce.
Vídeňská verze: dvě flétny, dva hoboje, dva klarinety, dva fagoty, čtyři rohy, dvě trubky, tři pozouny, basová tuba, velké bicí a smyčce.
Vídeňská verze znamená, že změny a rozšíření orchestru provedl sám Offenbach. Po dlouhou dobu se nešťastně tradovalo, že vídeňská verze má v díle spíše německého než pařížského hudebního ducha. Vzhledem k tomu, že někteří dirigenti ztotožňovali těžkopádnost s instrumentálním bohatstvím, byly vídeňské verze po dlouhou dobu neprávem odsuzovány jako příliš mohutné.

## Nahrávky (výběr)
Kompletní nahrávky jsou k dispozici ve francouzštině, němčině a ruštině. Průřezy existují také v angličtině, polštině a češtině.
- La Belle Hélène, Linda, Dran, Giraud, Lonsolas, Chorus & Orchestra Paris Philharmonic, dirigent René Leibowitz, Regis 1952
- Moffo, Kollo, Rebroff. Südfunkchor a Radioorchester Stuttgart, dirigent Franz Allers TV-film z roku 1975 [28]
- La Belle Hélène, Norman, Aler, Burles, Bacquier, Choeur et Orchestre du Capitol de Toulouse dirigent Michel Plasson EMI 747157 8, 1985
- La Belle Hélène, Lott, Beuron, Sénéchal, Naouri, Le Roux, Choeur des Musiciens du Louvre, Les Musiciens du Louvre – Grenoble dirigent Marc Minkowski, Virgin 2001
- La Belle Hélène, Vesselina Kasarova, Deon van der Walt, Carlos Chausson, Volker Vogel, Chor und Orchester des Opernhaus Zürichs, dirigent Nikolaus Harnoncourt, DVD Arthaus Musik 1997

DVD
- La Belle Hélène, Lott, Beuron, Sénéchal, Naouri, Le Roux, Choeur des Musiciens du Louvre, Les Musiciens du Louvre – Grenoble dirigent Marc Minkowski, režie Laurent Pelly, Arthaus Musik 2001
- La Belle Hélène, Kasarova, van der Walt, Chausson, Vogel, Widmer, Chor und Orchester des Opernhaus Zürichs dirigent Nikolaus Harnoncourt, režie Helmuth Lohner, nahrávka 1997, Arthaus Musik 2011

TV a filmové verze
- Die schöne Helena, Moffo, Kollo, Rebroff, Meinrad, Schleyer, Serafin, Südfunkchor a Radioorchester Stuttgart dirigent Franz Allers, scéna Gerhard Bronner, režie Axel von Ambesser, Unitel Film- und Fernsehproduktionsgesellschaft (Unterföhring), 1975.
- Krásná Helena, televizní film. Československá televize 1973, režie Milan Macků.